# Instituto de Arquitetos do Japão
O Instituto de Arquitetos do Japão (Japan Institute of Architects, JIA; 日本建築家協会, Nihon kenchikuka kyōkai) é uma organização voluntária para arquitetos no Japão, e uma organização filiada da União Internacional dos Arquitetos (UIA). A instituição foi fundada em maio de 1987, e possui cerca de 4.100 membros atualmente.
As associações japonesas de arquitetos anteriores, a Associação de Arquitetos do Japão (JAA) e a Federação Japonesa dos Arquitetos Profissionais Associados (JFPAA) foram integradas a JIA em 1987. O objetivo principal da JIA é definir e promover o status social e legal dos arquitetos no Japão. A associação é constituída por dez divisões regionais: Hokkaido, Tōhoku, Kantō-Kōshin'etsu, Tōkai, Hokuriku, Kinki, Chūgoku, Shikoku, Kyushu e Okinawa.

## Honras da JIA
- Prêmio JIA (JIA Award)
- JIA Grand Prix
- Prêmio Jovem Arquiteto JIA
- Prêmio de Arquitetura Sustentável JIA
- Prêmio de 25 Anos JIA (a cada dois anos)
- Arquiteto do Ano JIA